# إسماعيل سكرية
إسماعيل سكرية, (1953 -) هو طبيب متخصص في أمراض الجهاز الهضمي والمناظير، وسياسي ونائب سابق في البرلمان اللبناني لدورتي 1996 و2005.

## نشأته ودراسته
- ولد الدكتور إسماعيل سكرية في بلدة الفاكهة – البقاع الشمالي (عام1953)
- تلقى الدراسة الابتدائية والتكميلية والثانوية في مدرسة برمانا العالية
- نال بكالوريوس الطب والجراحة في جامعة القاهرة (مصر)
- تخصص في الجهاز الهضمي والمناظير في الجامعة الأميركية في بيروت و King’s College في جامعة لندن، و Colombia University في نيويورك (الولايات المتحدة)

## حياته العملية
- نائب نقيب أطباء لبنان ( 1992-1994)
- عضو المجلس الأعلى لاتحاد الأطباء العرب ( 1993 – 1998 )
- عضو مجلس إدارة الصندوق الوطني الصحي – الاجتماعي ( ممثلاً نقابات المهن الحرة) 1993 – 1998 .
- رئيس الهيئة الوطنية الصحية – الاجتماعية ( هيئة مدنية من كل المناطق والطوائف والمذاهب رسالتها الدفاع عن حقوق الناس وكرامتها في صحتها وتوعيتها في هذا

الاتجاه ).

## النيابة
انتخب نائباً لدورة(1996-2000) وفاز منفرداً عن محافظة البقاع
-	انتخب للمرة الثانية لدورة(2005-2009 ) عن منطقة بعلبك –الهرمل، حاصداً الرقم الأعلى.

## قضيته
احتضن ملف الصحة والدواء منذ عام 1997 ولا زال، داخل البرلمان وخارجه .

## مؤلفاته
- كتاب " الدواء ... مافيا أم أزمة نظام ؟؟؟"
- كتاب "الحق في الصحة في لبنان"

## الجوائز والتكريمات
- الجائزة التقديرية الكبرى لاتحاد الأطباء العرب .
- النجمة الأوروبية للتنمية المدنية .
- درع نقابة أطباء لبنان وميداليتها الذهبية .
- درع نقابة طب الأسنان في لبنان .
- درع نقابة الصيدلة في لبنان
- درع نقابة الأطباء البيطريين في لبنان.
- عدة دروع لنقابات وجمعيات طب عربية .

وصلات خارجية
https://web.archive.org/web/20140504211024/http://nashlb.org/